# Cantonul Montmartin-sur-Mer
Cantonul Montmartin-sur-Mer este un canton din arondismentul Coutances, departamentul Manche, regiunea Basse-Normandie, Franța.

## Comune
| Comune                  | Populație (1999) | Cod poștal | Cod INSEE |
| ----------------------- | ---------------- | ---------- | --------- |
| Annoville               | ...              | 50660      | 50015     |
| Contrières              | ...              | 50660      | 50140     |
| Hauteville-sur-Mer      | ...              | 50590      | 50231     |
| Hérenguerville          | ...              | 50660      | 50244     |
| Hyenville               | ...              | 50660      | 50255     |
| Lingreville             | ...              | 50660      | 50272     |
| Montchaton              | ...              | 50660      | 50339     |
| Montmartin-sur-Mer      | ...              | 50590      | 50349     |
| Orval                   | ...              | 50660      | 50388     |
| Quettreville-sur-Sienne | ...              | 50660      | 50419     |
| Regnéville-sur-Mer      | ...              | 50590      | 50429     |
| Trelly                  | ...              | 50660      | 50605     |